# Just Blaze
Just Blaze, właśc. Justin Smith (ur. 8 stycznia 1978 w Paterson, New Jersey) – amerykański producent hip-hopowy.
Just Blaze wyprodukował utwory dla takich artystów jak: Beastie Boys, The Diplomats, Jay-Z, Daniel Dumile, Kanye West, Busta Rhymes, Mac Miller, Jadakiss, Memphis Bleek, Beanie Sigel, Game, DMX, T.I., Fat Joe, Ghostface Killah, Fabolous, Joe Budden. Wyprodukował również ścieżki dźwiękowe do takich gier, jak NBA Street Vol. 2, Tiger Woods PGA Tour 2004 i NBA Ballers: Chosen One.